# Daisy Pirovano

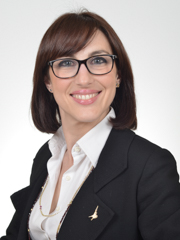
O retrato parlamentar de Daisy Pirovano em 2018

Daisy Pirovano (nascida em 19 de dezembro de 1977) é uma política italiana que atualmente é membro do Senado da República pela Lega Nord.